# 재클린 윌슨

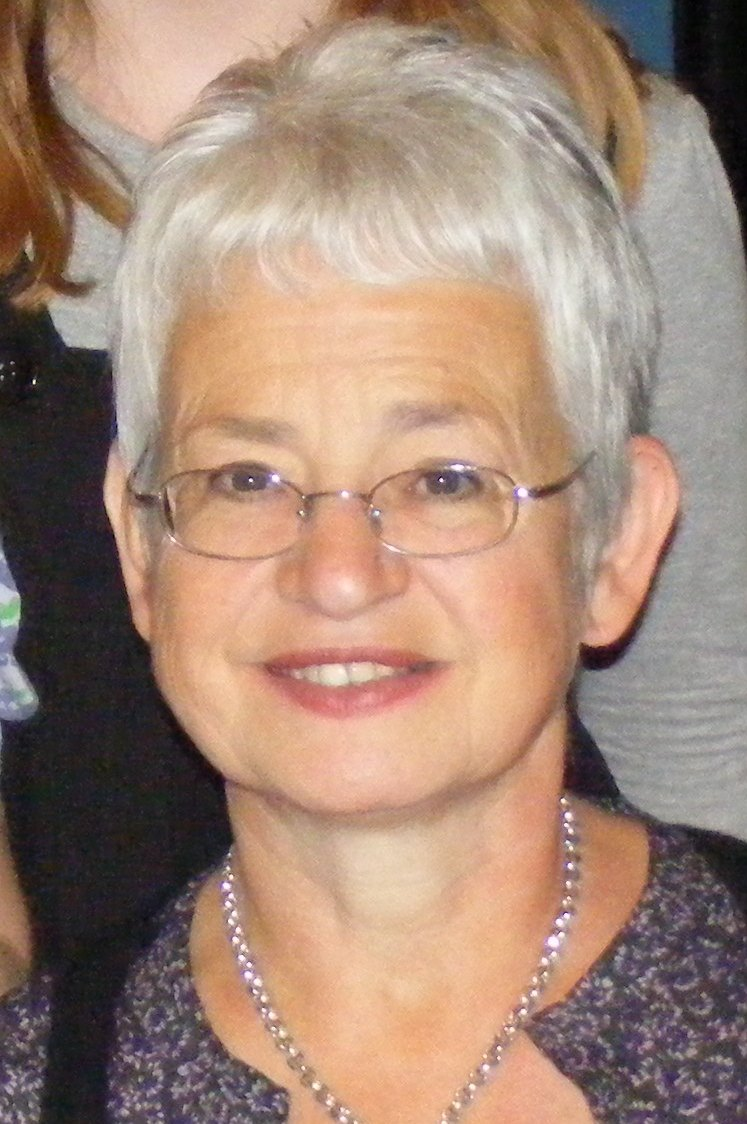
2009년 윌슨

데임 재클린 윌슨(Dame Jacqueline Wilson, 본명 에이트킨, 1945년 12월 17일 ~ )은 인기 있는 아동 문학으로 알려진 잉글랜드의 소설가이다. 그녀의 소설은 입양과 이혼과 같은 현실적인 주제를 다루는 것으로 주목받았다. 1969년 데뷔 소설 이후 윌슨은 100권이 넘는 책을 썼다.

## 어린 시절
재클린 에이트킨은 1945년 12월 17일 바스에서 태어났다. 그녀의 아버지 해리는 공무원이었고, 어머니 마거릿 "비디" (성씨 클리벤스)는 골동품 딜러였다. 재클린은 특히 노엘 스트렛필드의 책뿐만 아니라 작은 아씨들과 What Katy Did와 같은 미국 고전도 즐겨 읽었다. 9살 때, 그녀는 21페이지 길이의 첫 "책"인 "Meet the Maggots"를 썼다. 윌슨은 학교에서 "재키 데이드림"이라는 별명을 얻었고, 나중에 이 별명을 그녀의 초등학교 시절 삶을 다룬 자서전의 제목으로 사용했다.
윌슨은 서리의 쿰 여자 학교와 칼샬턴 기술 대학에 다녔다. 16세에 학교를 떠난 후, 그녀는 비서 교육을 시작했지만, 이후 던디에 기반을 둔 출판사 DC 톰슨의 새로운 소녀 잡지인 재키 (잡지)에서 일하기 위해 지원했다.

## 경력
윌슨이 글쓰기에 집중하기 시작했을 때, 그녀는 어린이 책에 전념하기 전에 여러 범죄물 소설을 완성했다. 40세에 그녀는 A-레벨 영어를 수강하여 A학점을 받았다. 그녀는 더블데이 (출판사)에서 출판된 1991년 트레이시 비커 이야기로 큰 성공을 거두기 전까지 약 40권의 책으로 엇갈린 성공을 거두었다.
그녀의 아동 소설은 입양, 이혼 및 정신 질환과 같은 주제를 자주 다루기 때문에 논란을 불러일으키는 경향이 있지만, 어린이와 성인 모두에게 사랑받고 있다.

### 로햄턴 대학교 및 자선 활동
2013년 6월, 윌슨은 로햄턴 대학교의 교수로 임명되었고, 부총장으로도 임명되었다. 2014년 2월, 그녀는 2014년 8월부터 대학 총장(명예 총장)으로 임명될 것이라고 발표되었다. 그녀는 2017년에 3년 더 재임명되었다. 그녀는 대학에서 제공하는 아동 문학 및 창작 작문 석사(MA) 프로그램의 모듈을 가르친다. 그녀는 2020년 8월에 총장 임기를 마쳤다.
윌슨은 런던 남부 킹스턴어폰템스에 있는 자선 단체 모멘텀의 후원자이며, 이 단체는 암 치료를 받는 어린이(및 그 가족)를 돕고, 북트러스트(BookTrust) 이니셔티브인 레터박스 클럽의 후원자이기도 하다. 킹스턴어폰템스에서 이사하기 전까지 그녀는 리치먼드 공원 친구들의 후원자였다.

## 평가
2003년 영국방송공사가 실시한 설문조사 더 빅 리드(The Big Read)에서 윌슨의 책 4권이 영국에서 가장 인기 있는 책 100권 안에 들었다: 트레이시 비커 이야기 (1991), 더블 액트 (1995), 걸스 인 러브 (1997), 그리고 비키 엔젤 (2000). 윌슨의 책 14권이 상위 200위 안에 들었다. 2002년에 그녀는 캐서린 쿡슨을 제치고 영국 도서관에서 가장 많이 빌려진 작가가 되었으며, 2008년 제임스 패터슨에게 추월당할 때까지 그 자리를 유지했다.

## 수상
윌슨은 그녀의 작품으로 스마티스 상과 영국 아동 작가 패널이 심사하는 도서상인 Guardian Children's Fiction Prize를 포함하여 많은 상을 받았다. 《더 일러스트레이티드 맘》(1999)은 연례 가디언 상과 연례 영국 도서상 올해의 아동 도서상을 수상했다. 또한 1999년 휘트브레드 어워드 최종 후보 목록에 올랐다. 《트레이시 비커 이야기》는 2002년 블루 피터 대중 선택상을 수상했으며, 걸스 인 티어스는 2003년 영국 도서상에서 올해의 아동 도서였다. 그녀의 책 중 두 권은 연례 카네기 메달에서 "높이 칭찬받은" 후보작이었다: 《트레이시 비커 이야기》(1991)와 《더블 액트》(1995).
2002년 서훈 목록에서 윌슨은 "학교 문해력에 대한 공헌"으로 대영 제국 훈장 장교 (OBE)로 임명되었으며, 2005년부터 2007년까지 제4대 아동 계관 시인으로 활동했다. 그 역할에서 윌슨은 부모와 보호자에게 아이들이 스스로 책을 읽을 수 있게 된 후에도 오랫동안 계속해서 책을 읽어주라고 촉구했다. 그녀는 또한 시각 장애인을 위한 더 많은 책을 제공하고 아동 텔레비전 드라마의 삭감에 반대하는 운동을 벌였다.
2005년 10월, 그녀는 아동 문학 분야에서의 업적을 인정받아 윈체스터 대학교에서 명예 학위를 받았다. 2007년 7월, 로햄턴 대학교는 그녀의 아동 문학 분야에서의 업적을 인정하여 명예 박사 학위(문학박사)를 수여했다. 그녀는 또한 던디 대학교, 배스 대학교 및 킹스턴 대학교에서 명예 학위를 받았다.
2008년 신년 서훈 목록에서 윌슨은 "문학에 대한 공헌"으로 대영 제국 훈장 데임 커맨더 (DBE)로 승격되었다. 2012년 7월, 데임 재클린은 또한 코퍼스 크리스티 칼리지, 케임브리지의 명예 특별 연구원으로 선출되었다. 2017년, 그녀는 BAFTA 어린이상에서 특별상을 받았다. 2025년 신년 서훈 목록에서 윌슨은 "문학에 대한 공헌"으로 다시 대영 제국 훈장 데임 그랜드 크로스 (GBE)로 승격되었다.
아동 작가로서의 평생 공헌으로 윌슨은 2014년 국제 한스 크리스티안 안데르센 상 영국 후보로 지명되었다.
킹스턴 대학교 펜린 로드 캠퍼스에 있는 강의실은 그녀의 이름을 따서 명명되었다.

## 작품

### 각색
비키 아일랜드가 쓰고 연출한 윌슨의 《더블 액트》의 드라마 각색은 2003년 1월 30일부터 4월 12일까지 윔블던 (런던)의 폴카 극장에서 처음 공연되었고 영국 전역을 순회했다. 이 연극 대본은 콜린스 플레이스 플러스에서 출판되었다. 아일랜드는 또한 폴카 극장과 마드리드의 산 폴 극장에서 공연된 《로티 프로젝트》, 《미드나잇》, 《배드 걸스》, 《시크릿》의 드라마 각색을 썼으며, 이 작품들 또한 폴카 극장에서 의뢰받았다. 또한 오렌지 트리 극장, 리치먼드에서 공연되었고 나중에 영국 전역을 순회한 《여행 가방 아이》의 드라마 각색도 썼다. 이 연극들의 대본은 닉 헌 북스에서 출판되었다.
다음은 윌슨의 책 중 텔레비전으로 각색된 작품들이다:
- 클리프행어 (1995, 채널 4). 룩, 씨 앤 리드의 일부, 2부작 드라마.
- 더블 액트 (2002, 채널 4). 루비와 가닛 역에 조이와 클로이 템페스트-존스 쌍둥이가 출연했으며, 재클린 윌슨이 오디션 캐스팅 디렉터로 특별 출연했다. 이것은 100분짜리 단편 영화였다.
- 트레이시 비커 이야기 (2002–2006, CBBC (텔레비전 채널)). 트레이시 역에 다니 하머, 캠 역에 리사 콜먼 (배우) (그녀의 여동생 샬럿 콜먼은 《더블 액트》에 미스 데벤햄으로 출연했다). 최초 방영일: 2002년 1월 8일 – 2006년 2월 9일. 최초 방영 이후, 15분 버전이 2007년부터 CBBC 채널에서 반복적으로 방영되었다.
- 더 일러스트레이티드 맘 (2003, 채널 4). 매리골드 웨스트워드 역에 전 이스트엔더스 스타 미셸 콜린스가 출연하여 그녀의 역할로 BAFTA 어워드를 수상했으며, 이후 《코로네이션 스트리트》에서 스텔라 프라이스 역을 맡았다. 돌핀 웨스트워드 역에 앨리스 코너, 스타 웨스트워드 역에 홀리 그레인저가 출연했다. 이것은 4부작 미니시리즈였지만 나중에 광고 없이 전체 영화로 방영되었다. 2004년 크리스마스에도 다시 방영되었다. 최초 방영일: 2003년 12월 5일.
- 베스트 프렌즈 (2004, ITV). 6부작 미니시리즈였지만, 원래는 약간 다른 결말로 한 편의 영화로 방영되었다. 젬마 역에 클로이 스미스, 앨리스 역에 포피 로저스가 출연했다. 최초 방영일: 2004년 12월 3일. 2010년 3월 6일 CITV 채널에서 재방영되었다.
- 걸스 인 러브 (ITV). 엘리 역에 올리비아 핼리넌, 마그다 역에 자라 아브라함스, 나딘 역에 에이미 크월렉이 출연했다. 걸스 인 러브는 두 개의 시리즈가 방영되었다. 최초 방영일: 2003년 4월 1일 – 2005년 4월 18일.
- 더스트빈 베이비 (BBC). 마리온 역에 줄리엣 스티븐슨, 새로운 인물 엘리엇 역에 데이비드 헤이그, 에이프릴 역에 다코타 블루 리처즈 등 A급 배우들이 출연했다. 최초 방영일: 2008년 12월 21일.
- 트레이시 비커 리턴즈 (2010–2012). 이 시리즈는 트레이시 (다니 하머)가 캠의 신용 카드를 허락 없이 사용하여 새 책을 출판했기 때문에 돈을 벌기 위해 "덤핑 그라운드"(스토위 하우스, 이후 엘름 트리 하우스로 이전)로 돌아오는 이야기이다. 그녀는 체포되었지만 캠은 돈이 전액 상환되는 한 고소하지 않기로 결정했다. 그녀는 엘름 트리 하우스가 변했고 새로운 아이들이 예전 자신의 행동과 똑같다는 것을 깨닫는다. 때때로 그녀는 아이들을 돕으려다가 새로운 사회복지사들이 그녀를 해고할 뻔하게 만든다. 하지만 때로는 아이의 이야기만 듣고 나서 전체 이야기를 듣고 완전히 혼란스러워하고 분노하기도 한다.
- 트레이시 비커 서바이벌 파일즈 (2011–2012). 트레이시가 과거의 이야기와 《트레이시 비커 이야기》, 《트레이시 비커 리턴즈》의 클립을 사용하여 다양한 주제에 대한 교훈을 가르치는 스핀오프 시리즈. 최초 방영일: 2011년 12월 17일 – 2012년 1월 6일.
- 더 덤핑 그라운드 (2013–). 트레이시 비커가 새로운 보호 시설로 옮긴 후 덤핑 그라운드에서의 계속되는 삶을 다루며 보호 시설의 한 아이에게 더 초점을 맞춘다. 재클린 윌슨의 책은 아니지만 트레이시 비커 소설에서 영감을 받았다.
- 더 덤핑 그라운드 서바이벌 파일즈 (2014–2020). 《트레이시 비커 서바이벌 파일즈》의 스핀오프 및 연속작으로, 덤핑 그라운드 아이들이 과거에 자신과 친구들에게 일어났던 이야기를 사용하고 《트레이시 비커 리턴즈》와 《더 덤핑 그라운드》의 클립을 사용하여 다양한 주제에 대한 교훈을 가르친다.
- 헤티 페더 (2015–2020). 헤티 페더 역에 이사벨 클리프턴이 출연하여 파운들링 병원에서 생활하고, 세 번째 시리즈가 끝날 무렵에는 하녀로서의 삶을 시작한다.
- 더 덤핑 그라운드: 나는... (2016–2021). 서바이벌 파일즈와 유사한 스핀오프 시리즈지만, 대신 캐릭터들이 자신들, 좋아하는 것, 그리고 삶에서 일어났던 일들에 대한 비디오를 만든다.
- 케이티는 2018년 3월 13일부터 2018년 3월 16일까지 CBBC (텔레비전 채널)에서 방영된 3부작 TV 시리즈 케이티로 제작되었다.[33] 케이티 역을 맡았던 클로이 리아는 《트레이시 비커 리턴즈》의 후속작인 《더 덤핑 그라운드》에서 비브 역을 맡았다.
- 네 아이와 그것은 네 아이와 그것이라는 장편 영화로 각색되었다.[34]
- 마이 맘 트레이시 비커는 CBBC를 위한 3부작 텔레비전 시리즈인 마이 맘 트레이시 비커로 각색되어 2021년 2월 12일부터 2021년 2월 14일까지 방영되었다.[35] 원래는 3부작이었지만, 다음 주에 BBC One에서 장편 영화로 방영되었다.
- 위 아 더 비커 걸스 (2021–2023)는 2021년 12월 CBBC를 위한 텔레비전 시리즈인 더 비커 걸스로 각색되었으며, 트레이시가 션 고드프리와의 이별을 극복한 후의 삶을 보여준다.
- 리틀 달링스는 2022년 2월 스카이 키즈를 위한 텔레비전 시리즈로 각색되었다. 이 시리즈는 왕년의 록스타 대니 킬먼의 두 아이인 데스티니와 선셋의 삶을 따라간다.

## 개인 생활
재클린은 인쇄업자 밀라 윌슨과 연애를 시작했고, 1965년 19세에 결혼했다. 2년 후, 그들은 딸 엠마 윌슨을 낳았다. 그녀의 남편은 2003년에 다른 여자 때문에 그녀를 떠났다. 그들은 2004년에 이혼했다.
2020년 4월, 윌슨은 서점 주인 트리시 베스윅과 동성 관계에 있다고 발표했으며, 그녀에게 책을 헌정했다. 윌슨은 트리시와 18년 동안 시민 동반자 관계를 유지하고 있었다고 밝혔다. 그녀는 이스트서식스주에 살고 있다. 2024년 9월, 그녀는 커밍아웃 후 게이 아이콘으로 여겨지는 것에 기쁘다고 말했다. "게이 아이콘으로 생각해주셔서 매우 감동했습니다. 정말 기쁩니다."라고 그녀는 첫 성인 소설인 《다시 생각해봐》를 출판한 후 말했다. 이 소설은 《걸스》 시리즈의 속편으로, 엘리 알라드와 그녀의 가장 친한 친구 나딘과 마그다가 40세가 되는 삶을 다룬다.

## 내용주
1. ↑  1995년부터는 보통 카네기 최종 후보에 8권의 책이 오른다. CCSU는 1966년부터 2002년까지 카네기 메달에서 32권의 "높이 칭찬받은" 후보작을 나열하고 있지만, 1979년 이전에 이 구분이 거의 매년 이루어지기 전에는 단 세 권뿐이다. 1991년과 1995년에 윌슨만 단독으로 포함하여 24년 동안 29권의 "HC" 책이 있었다.

## 더 읽어보기
- Parker, Vic (2003). All About Jacqueline Wilson (Oxford: Heinemann Library)
- "데임 재클린 윌슨의 불쾌한 성인 세계", 더 텔레그래프, 2008년 3월 8일.
- "트레이시 비커의 창조자에게 데임 작위 부여", BBC 뉴스, 2007년 12월 29일.
- Lesley White, "A Girl's own story" (재클린 윌슨에 대한 기사), 더 선데이 타임스, 2007년 2월 18일.
- 케이트 켈러웨이, "내 내면 나이는 10세에서 40세 사이" (재클린 윌슨에 대한 기사), 옵서버, 2005년 5월 29일.
- "프로필: 재클린 윌슨: 여러분, 불편하게 앉아 있습니까?"더 선데이 타임스, 2004년 2월 15일.
- 클레어 아미티스테드, "킹스턴의 피리 부는 사나이" (재클린 윌슨에 대한 기사), 가디언, 2004년 2월 14일.
- Susan Flockhart, "국내 악마; 최근 텔레비전으로 방영된 재클린 윌슨의 책", 더 선데이 헤럴드, 2003년 12월 28일